# Morimonella bednariki
Morimonella bednariki är en skalbaggsart som beskrevs av Cenek Podany 1979. Morimonella bednariki ingår i släktet Morimonella och familjen långhorningar. Inga underarter finns listade i Catalogue of Life.